# Oríkhiv
Oríkhiv (en ucraïnès Оріхів) és una ciutat de la província de Zaporíjia, a Ucraïna. És la seu administrativa del districte homònim. El 2021 tenia 14.136 habitants.